# Fingon
Fingon er en person fra fantasy-romanen Silmarillion af den engelske forfatter J.R.R. Tolkien. Han var Noldornes stor-konge. Han var søn af Fingolfin og Anarië.
I Beleriand reddede  Fingon Fëanors søn Maedhros og denne afsvor herefter sin arv som storkonge over Noldorne. Denne titel gik derfor til Fingolfin og senere til Fingon, efter at Fingolfin var blevet dræbt af Melkor i den pludselige flammes slag.
I der senere de talløse tårers slag blev Fingon selv dræbt af Balrog-fyrsten Gothmog. Herefter blev Fingons bror Turgon stor-konge af Noldorne.
Finwë (Fingoms farfar), Fingolfin og Fingon fremstår i Silmarillion som de 3 største af Noldornes stor-konger. Fëanor var kun stor-konge i ganske kort tid (mellem Finwë og Fingolfin) og begik utallige synder.  Turgon og Gil-Galad var ikke helt af samme klasse som Finwë, Fingolfin og Fingon.